# František Serafínský Procházka

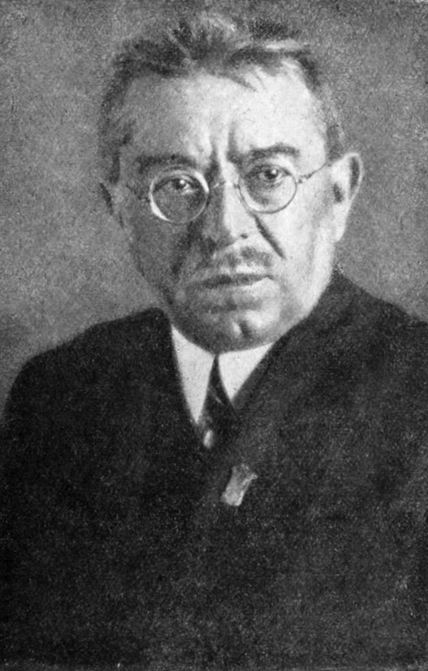
František Serafínský Procházka
(asi 1929)

František Serafínský Procházka (15. ledna 1861 Náměšť na Hané – 28. ledna 1939 Praha) byl moravský pedagog, knihovník, redaktor, básník, překladatel a spisovatel.

## Život
Narodil se v rodině zámečníka Dominika Procházky a Rosalie Procházkové-Šedé (1833/1834–1866). Pokřtěn byl jménem sv. Františka z Assisi, kterému se říkalo Serafínský a to podle zjevení Krista obklopeného anděly serafy. Jeho křestní jméno je často mylně zapisováno. Měl bratra Josefa (1866–1866) a deset nevlastních sourozenců z druhého manželství otce s Konstantinou Vajchhartovou: Marii (* 1869), Konstantina (* 1871), Jana (1872–1873), Rudolfa (* 1874), Vincence (* 1876), Vilibalda (* 1877), Matildu (* 1880), Karla (1882–1950), Ottokara (1883–1951) a Ludmilu (* 1886). Dne 17. května 1892 se oženil s Paulinou Kosinovou (1871–1916). Jeho druhá žena byla Marie rozená Petrásková (* 1882).
V letech 1873–1881 studoval Slovanské gymnázium v Olomouci, poté vstoupil v Olomouci do kněžského semináře. Po dvou letech odešel do Prahy studovat filozofii, latinu, řečtinu a češtinu na Filozofickou fakultu Karlovy univerzity. Po absolvování (1887) byl učitelem ve Strašnicích, na Žižkově a ve Vršovicích (1892).
Od roku 1891 pracoval ve Vilímkově nakladatelství jako redaktor Malého čtenáře. Roku 1901 se stal městským knihovníkem na Královských Vinohradech a roku 1913 zde byl jmenován ředitelem. V letech 1906–1926 byl redaktorem České grafické unie a v letech 1913–1939 řídil časopis Zvon.
Zapojil se do činnosti v řadě tehdejších kulturních organizací – Moravská beseda, Svatobor, Spolek Máj, Společnost literatury pro mládež, Masarykův lidovýchovný ústav v Praze. Roku 1913 by zvolen členem České akademie věd a umění (ČAVU). Byl zakládajícím členem Moravského kola spisovatelů (členem 1912–1939).
Hlavní těžiště jeho velice rozmanité práce bylo věnováno tvorbě pro děti. Čeští skauti jej znají jako autora textu junácké hymny. Používal pseudonymy: František Faustin, Jaroslav Houdek, Serafínek, Prokop Hanák, Václav Budovec, Vendelín Kocourek.
Jeho knihy obdržely několik cen ČAVU, cenu Pabláskovu, Kaňkovu, Havelkovu, čestnou cenu za životní dílo aj. V Praze II bydlel na adrese Rašínovo nábřeží 50.

## Dílo
Prostý a zpěvný básník konservativní a tradicionalistický se sklonem k napodobení lidové písně. Pěvec národní síly a nadějí nedal se přes své hanácké kmenové povědomí zlákat k úzkému regionalismu. Lehká forma jeho "písniček" i jejich zdravý optimismus mu získaly na počátku století značnou oblibu. Do podstaty lidového humoru pronikl (jako Hanák z kovářské rodiny) bystře a přirozeně. Odtud má jeho verš lidový názvuk a didaktickou sílu v obšírných básnických skladbách, nejednou prostoupených alegorií a politickou radikálně národní tendencí.
Jaroslav Kunc

### Poezie
- Píseň o činu – Praha: Dr. Ed. Grégr & Ed. Valečka, 1885
- Na úrodné půdě: obrázek z našeho kraje – Praha: František Šimáček, 1887
- Různé zvuky: verše – Praha: Jan Otto, 1887
- Blesky na horách: verše – 1886–1889. Praha: J. Otto, 1893
- Jazyk: epická báseň – Praha: J. Otto, 1895
- Písničky – Praha: Josef Richard Vilímek, 1898?
- Novější písničky – Praha: J. R. Vilímek, 1899
- Nejnovější písničky – Praha: J. R. Vilímek, 1901
- Hradčanské písničky – s obrazy Viktora Olivy. Praha: J. R. Vilímek, 1904
- Král Ječmínek: moravská pohádka – Praha: J. R. Vilímek, 1904
- Březen – 1905
- Semenec: hrstka epigramů 1898–1906 – Praha: vlastním nákladem, 1907
- Písničky kovářova syna – s kresbami V. Olivy. Praha: J. R. Vilímek, 1908
- S průvodem rolniček – Praha: František Topič, 1908
- Libeňskému Sokolu – Praha-Libeň: Sokol, 1909
- Vinobraní: 1885–1910 – Praha: s. n.; Třebenice: Pařík, 1911
- Vojna je vojna: ironické obrázky – Praha: v. n., 1913
- Černý orel: listy odvahy a důvěry – Praha: Unie, 1918
- Dvě romance – obrázky kreslil Adolf Kašpar. Praha: Unie, 1919
- Zpěvy mladosti: 1882–1892 – Praha: Unie, 1919
- Kvetoucí dnové – Praha: Unie, 1923
- Nové hradčanské písničky: 1918–1923 – Praha: Unie, 1924
- Věřím: 1925–1929 – Praha: Unie, 1929
- Tyršův čin: světlé památce Dra Miroslava Tyrše, budovatele Sokolstva – Praha: Československá obec sokolská (ČOS), 1932
- Zpěvníček – v grafické úpravě Václava Skřivana. Plzeň: Páteční sloupky, 1932
- Vosy: roj epigramů: 1898–1933 – Praha: Unie, 1933

### Verše pro děti
- Hračky – 1904
- Slunečka – s obrázky A. Kašpara a dekorací textu Jana Urbana. Praha: Unie, 1905
- Šotci krále Holce – ilustroval Viktor Oliva. Praha: J. Otto, 1906
- Lučina: hříčky a písničky – obrázky od Josefa Weniga. Praha. Unie, 1909
- Taškařiny – Praha: Alois Hynek, 1909
- Jiříčkův zimní výlet – dětem. Praha: A. Hynek, 1911?
- Pestří motýli – s obrázky Aloise Mudruňky. Praha: Unie, 1913?
- Družky: písničky a humoresky – kresbami doprovází J. Wenig. Praha: Unie, 1917
- Hrátky se zvířátky – zobrazil Rudolf Mates. Praha: F. Topič, 1921
- Děti. I. Dušičko, naslouchej!: povídky a písničky – Praha: Unie, 1921
- Děti. II. Višně – Praha: Unie, 1921
- Obžínky – obrázky Marie Fischerové-Kvěchové. Praha: Unie, 1924
- Děti a zvířátka – Praha: Gustav Voleský, 1925
- Nové království – zobrazil Rudolf Mates. Praha: Bedřich Kočí, 1925
- Kalamajka; Muzika – Praha: A. B. Černý, 1927
- Na lávce; Bláznivá Hanka – B. Černý, 1927
- Veselý rok – namaloval J. Wenig. Praha: Unie, 1929
- Obrázky
- Fukova dobrodružství
- Chycený Ježíšek

### Próza
- Přástky: Hanácký prostonárodní zvyk – Praha: J. R. Vilímek
- Děti. IV. Příběhy a osudy – Praha: Unie, 1921

### Hudebniny
- Hymna národohospodářské jednoty – Jan Malát. Praha: Emilian Starý
- Junácká: věnováno prvním českým skautům – Karel Kovařovic. Praha: Josef Springer
- Tři písně: pro čtyři ženské hlasy (bez průvodu): op. 11 – Karel Douša; texty: F. S. Procházka; Emanuel Geibel, Ladislav Dolanský. Praha: Václav Kotrba
- Mladost – Radost: dva mužské sbory – J. Malát; texty: Josef Žemla; F. S. Procházka. Praha: V. Kotrba
- Mordéři; Letní noc: Op. 31 – František Neumann; texty F. S. Procházka, Karel Burian. Praha: František Augustin Urbánek
- Tři jabloňky – E. Starý; texty F. S. Procházka, Karel Zelenský. Praha: F. A. Urbánek
- Písničky: pro zpěv s průvodem klavíru – Alois Ladislav Vymetal. Praha: F. A. Urbánek
- Pochod českých sokolů: píseň pochodová – samostatným klavírním doprovodem opatřil Eduard Bartoníček. Moravská Ostrava: E. Bartoníček, 1900?
- Tři písničky: pro tříhlasý ženský sbor – Emanuel Chvála. Praha: J. R. Vilímek
- Z českých vesnic: pět čtverozpěvů pro mužské hlasy – J. Malát; texty: J. Kořínek, Svatopluk Čech, F. S. Procházka. Praha: Ústřední Jednota zpěváckých spolků českoslovanských, 1902
- Hajdaláci: mužský sbor – Václav Košíček. Kutná Hora: Česká hudba, 1910?
- Zákolníček: píseň s doprovodem klavíru – Jan Pospíšil. Praha: M. Urbánek, 1911
- Masopust [rukopis]; Dávno již po klekání; Po západu – Hugo Dohnal; texty F. S. Procházka, Jaroslav Vrchlický. Praha: Máj, 1912
- Píseň dorostu sokolského – Karel Pospíšil. Praha: Sokolská beseda, 1913
- Desatero kvítí: cyklus písní v národním tonu – K. Pospíšil. Praha: Václav Neubert, 1919
- 28. říjen 1918: mužský sbor – Vojtěch Říhovský. Praha: M. Urbánek, 1919
- Kašpárkova písnička: pro jeden hlas s průvodem klavíru – Emanuel Veil. Praha: F. Urbánek
- Čekanka: z Hradčanských písniček: pro mužský sbor (bez průvodu) – K. Jaroslav. Kutná Hora: Česká hudba, 1920
- Slovanstvo bratrské: slavnostní hra na Vltavě k VIII. sletu všesokolskému 1926 – navrhli Karel Hlava a Alfons Mucha; napsal F. S. Procházka; hudbu složil Ladislav Prokop. Praha: ČOS, 1926

### Dramatické práce
- Popelka: pohádková hra o třech dějstvích – Pacov: Přemysl Plaček, 1917
- Mistr Jan Hus: dramatická báseň o 3 oddílech – dle skizzy Karla Pippicha zhudebnil Jaroslav Jeremiáš. Praha: Unie, 1918
- Tři hry: Hrdina, Trojí přání, Za školou – Pacov: P. Plaček, 1918
- Výlety páně Broučkovy: opera – libreto podle S. Čecha; první část napsal Viktor Dyk, druhou F. S. Procházka; hudbu složil Leoš Janáček. Vídeň: Universal Edition, 1912
- Děti III. Divadelní hry – Praha: Unie, 1921
- Ze svobody k porobě – porobou k svobodě: jubilejní scéna v sedmi obrazech, pořádaná na oslavu prvního desetiletí Československé republiky v rámci mezisletových závodů a sjezdu slov. hasičstva ve dnech 24., 25., 29. června a 1., 5., 6. července 1928 – navrhl Jan Bor; texty napsali F. S. Procházka, Rudolf Medek a Zdeněk Gintl; hudbu z českých skladatelů upravil Ludvík Vítězslav Čelanský. Praha: ČOS, 1928

### Sestavil, uspořádal
- Popelka a jiné hry pro mládež – Praha: J. R. Vilímek, 1898
- Vánoce: pro potěšení a poučení všem českým dětem uchystal časopis Malý Čtenář – obrázky přispěli Věnceslav Černý, Pavel Körber, Adolf Liebscher, V. Oliva, Julius Sobotka, Karel Štapfer, Josef Ulrich, Jan Vilímek. Praha: J. R. Vilímek, 1893
- Vybrané české humoresky – s 263 ilustracemi V. Černého. Praha: J. R. Vilímek, 1894
- Květy všech barev: z různých luk ... českým dětem – Praha: J. R. Vilímek, 1896
- S vilou [sic] kouzelnicí: vybrané české pohádky – s obrázky Františka Bízy. Praha: J. R. Vilímek, 1896/1897
- Náš miláček: zápisky z mladých let – ornamentální výzdoba od A. Kašpara. Praha: Ústřední matice školská, 1905
- Gogol mládeži: výbor z děl Nikolaje Vasiljeviče Gogola – se životopisem od Josefa Karáska; s 10 ilustracemi V. Černého; povídky "Nos" a "Plášť" uvedeny dle překladu Karla Havlíčka Borovského, ostatní pro výbor přeložil Bořivoj Prusík. Praha: J. R. Vilímek, 1909
- Zeyer mládeži: ze spisů Julia Zeyera – k četbě soukromé i školní; se životopisem Julia Zeyera od Jana Voborníka. Praha: Unie, 1909
- Česká lyra: nárys české lyriky novodobé – Praha: Unie, 1910
- Praha: prémie spolku českých spisovatelů beletristů Máje v Praze na rok 1912 – redakce F. S. Procházka, František Sekanina a Quido Maria Vyskočil; dřevoryty vyzdobil Otakar Štáfl. Praha: Máj, 1912
- Česká epika: výbor z výpravného básnictví českého nové doby – Praha: Unie, 1913
- Lyrický rok 1913 – za účasti literární poroty. Praha: F. Topič
- Zvon: týdeník beletristický a literární, ročník XIII./1913: orgán a majetek spisovatelského družstva – redaktoři: F. S. Procházka, Alois Jirásek, Jan Lier, Karel Václav Rais, Josef Thomayer. Praha: Unie, 1913
- Vzpomínáme vás ...: bohatýrům Balkánu čeští spisovatelé a umělci – redigovali: výtvarnou část: Mikoláš Aleš a O. Štáfl; slovesnou část: Emanuel z Lešehradu, Pavel List, F. S. Procházka, Karel Rožek a Q. M. Vyskočil; hudební část: Jaromír Borecký a J. Hoffmeister. Praha: Slovanský klub a Máj, 1913
- Zlatá kniha Václava Beneše Třebízského – ilustroval V. Černý. Praha: J. R. Vilímek, 1915
- Maupassant mládeži: výbor z děl Guya de Maupassant – Praha: J. R. Vilímek, 1919
- Zvon: týdeník beletristický a literární, ročník XVI./1916, [XVIII./1917, XVIII./1918, XIX./1919, XX./1920]: orgán a majetek spisovatelského družstva – redaktoři F. S. Procházka, A. Jirásek, J. Lier, K. V. Rais, J. Thomayer. Praha: Unie, 1916, [1917, 1918, 1919, 1920]
- Důvěrné chvíle: sborník členů Máje na památku čtyřicetiletého trvání spolku českých spisovatelů beletristů "Máj" v Praze – za redakce Karla Dewettra, F. S. Procházky a F. Sekaniny. Praha: Máj, 1928

### Překlady
- Přírodopis člověka: Friedrich von Hellwald – ilustroval Franz Keller-Leuzinger; přeložili Jan Herben, Jaroslav Vlček, Jan Hudec, F. S. Procházka. Praha: F. A. Urbánek, 1881–1886
- Krištofa Schmida Vybrané povídky pro mládež. Svazeček 1. – dle vydání Ambrosova. Praha: F. A. Urbánek, 1889
- Černé Indie: román – Jules Verne; s ilustracemi Julese Férata. Praha: J. R. Vilímek, 1893
- Tajemný hrad v Karpatech: román – J. Verne; se 6 chromotypicky provedenými obrazy a 26 ilustracemi Léona Benetta. Praha: J. R. VIlímek,1893
- Hrdinná srdce – povídka P. Maëla; české mládeži; se 16 ilustracemi A. Parisa. Praha: J. R. Vilímek, 1895
- Dobrodružství cvrčka houslisty: humoristická povídka Ernesto Candèze – české mládeži. Praha: J. R. Vilímek, 1896–1897
- Poslední Mohykán – James Fenimore Cooper. Praha: J. R. Vilímek,
- Julinčiny vdavky – Marcel Prévost. Praha: J. R. Vilímek, 1897?
- Potopený zvon: pohádkové drama – Gerhart Hauptmann. Praha: Alois Wiesner, 1899
- Kouzelný kraj: Lewis Carroll – 1904
- Zlato kouzelníka Merlína – J. Schulzová. Praha: J. R. Vilímek, 1907
- A Pippa tančí: sklárenská báchorka o čtyřech jednáních – G. Hauptmann. Praha: B. Kočí, 1918
- Don Gil: komedie o třech dějstvích – Tirso di Molina; podle volného zpracování B. Adlera. Praha: Unie, 1922

Překládal také díla spisovatelů: Alfreda Assolanta, Arnoulda Galopina